# Stare Dobre Małżeństwo
Stare Dobre Małżeństwo (SDM) – polska grupa folkowa, wykonująca również poezję śpiewaną.
Muzykę do większości piosenek skomponował Krzysztof Myszkowski. Autorzy wierszy śpiewanych przez Stare Dobre Małżeństwo: Edward Stachura, Adam Ziemianin, Józef Baran, Bolesław Leśmian, Jan Rybowicz, Bogdan Loebl.

## Historia

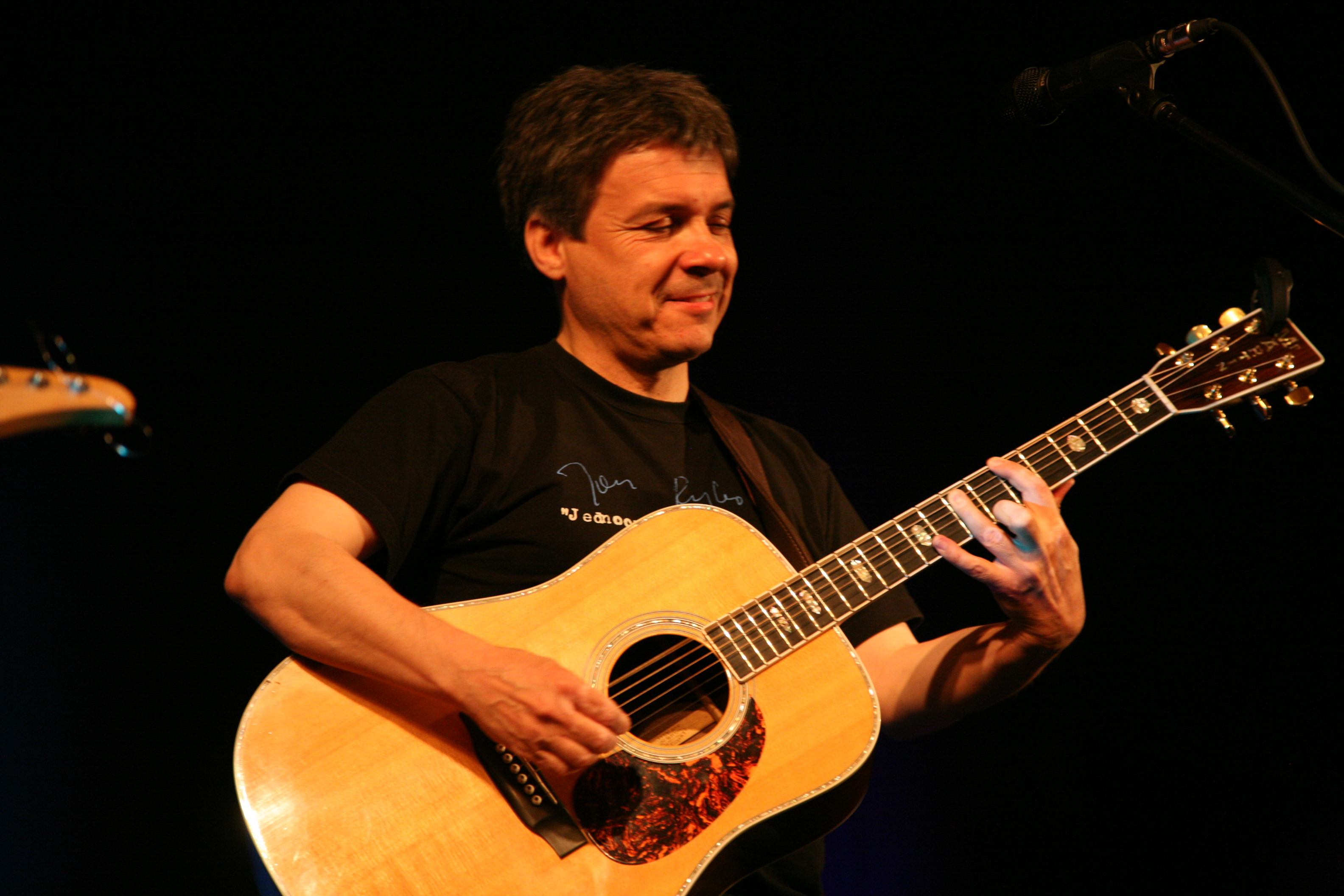
Krzysztof Myszkowski, 2014

Grupa wykształciła się z męskiego duetu wokalno-gitarowego, tworzącego w początkach lat 80. XX wieku, w skład którego wchodzili: Krzysztof Myszkowski i Andrzej Sidorowicz, wówczas uczniowie I Liceum Ogólnokształcącego w Drawsku Pomorskim.
Pierwszy koncert zagrali 12 grudnia 1983 roku, już jako studenci Uniwersytetu im. Adama Mickiewicza w Poznaniu. Jednak historia zespołu zaczęła się w roku 1984, kiedy duet wziął udział w eliminacjach do Festiwalu Piosenki Studenckiej w Krakowie. Wtedy grupa została po raz pierwszy przedstawiona jako „Stare Dobre Małżeństwo”, gdyż, jak zauważył zapowiadający ich spiker, muzycy znają się i grają ze sobą tak długo, że można im przypisać takie określenie.
Zasiadający wówczas w jury Wojciech Belon, lider Wolnej Grupy Bukowina, zauważył i docenił świeże, optymistyczne brzmienie duetu. W efekcie zaprosił SDM do udziału w koncercie Światło, odbywającym się w ramach świnoujskiej FAMY. Tam doszło do zacieśnienia znajomości, która jesienią 1984 zaowocowała wspólnym recitalem. Wtedy to dołączyła do grupy Aleksandra Kiełb, która wsparła ją delikatnie brzmiącym głosem (rozstała się z zespołem w 1989). Niedługo później przybył kolejny ważny wokalista, Sławomir Plota, który dał początkującym kolegom wsparcie w postaci swego głosu i gitary. Na początku roku 1985 do zespołu dołączyli: Marek Czerniawski (skrzypek) oraz Alina Karolewicz (sopran). W ten sposób po odejściu Andrzeja Sidorowicza powstał silny kwintet „muzyczno-przyjacielski”.
Wskutek różnicy wizji artystycznych i programowych Alina Karolewicz, a później także Marek Czerniawski, odeszli z zespołu. Miejsce Czerniawskiego zajął znany w środowisku animator festiwali piosenki turystycznej – skrzypek Wojciech Czemplik. W 1988 współpracę z zespołem rozpoczął Roman Ziobro, a w 1989 – Ryszard Żarowski (wcześniej grywał w zespołach: Małolepsi, AKT-Wrocław, Bez Idola). Jesienią 1990 roku do zespołu dołączył dźwiękowiec Wojciech Gołosz ze Studenckiego Radia Żak w Łodzi, który w latach 1990–1995 SDM współpracował z Agencją Koncertową EMES Marka Sztandery (również radio ŻAK). Pierwsze płyty SDM wydane były przez Dalmafon, firmę założoną przez Marka Sztanderę i Stare Dobre Małżeństwo.
Od 1989 do 2002 SDM było formacją „męską” o stabilnym składzie: Krzysztof Myszkowski, Wojciech Czemplik, Ryszard Żarowski, Roman Ziobro. Ten ostatni opuścił zespół w 2002 roku. W jego miejsce przez jeden sezon na gitarze basowej grał Robert Szydło, później do zespołu dołączył Andrzej Stagraczyński. W 2006 z grupą związał się gitarzysta Dariusz Czarny (wcześniej – Bohema „kędzierzyńska”), a w 2007 – Przemysław Chołody (harmonijka).

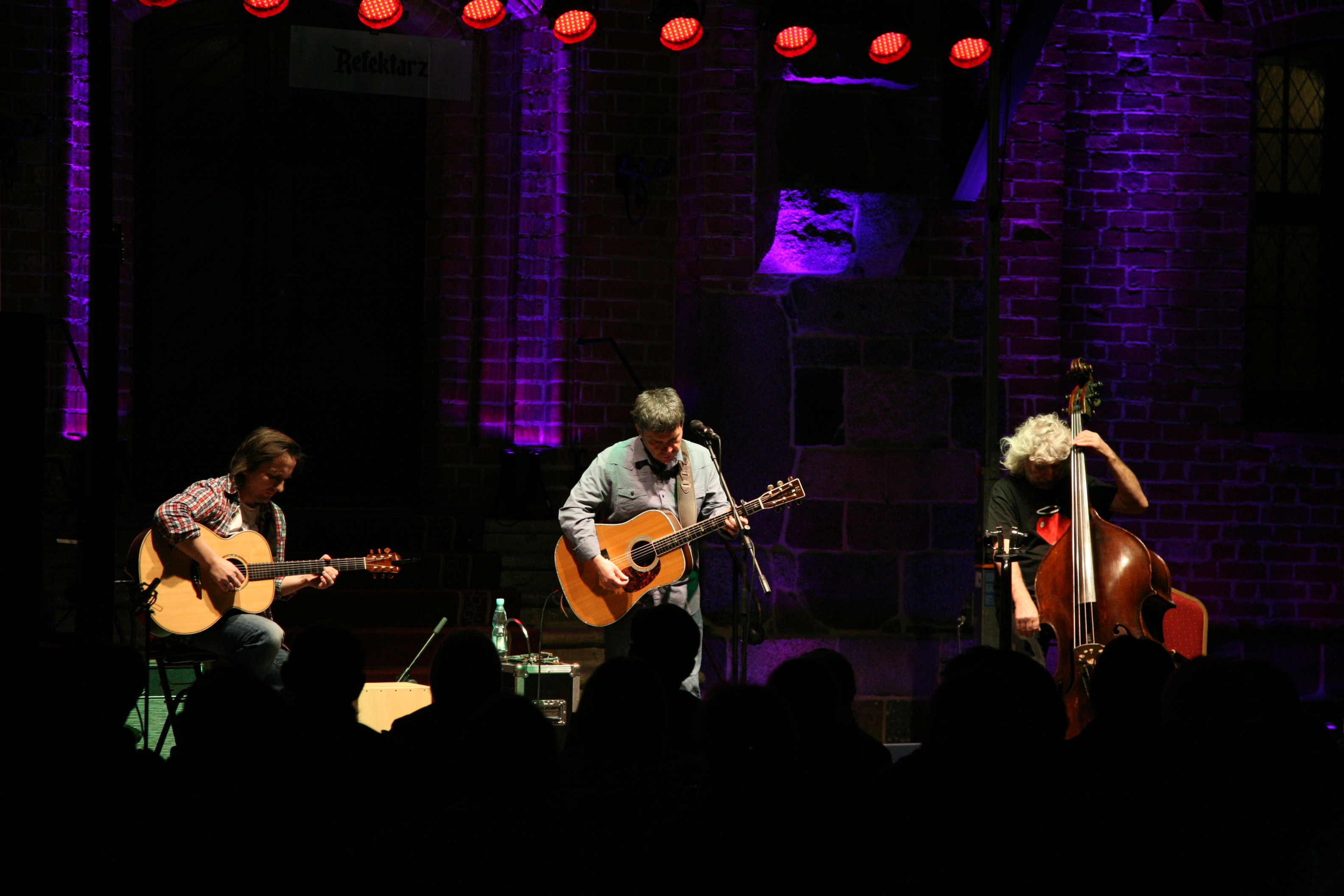
Stare Dobre Małżeństwo, 2014

15 kwietnia 2012 roku w Ośrodku Kultury w Obornikach zespół zagrał swój ostatni koncert w składzie Krzysztof Myszkowski, Wojciech Czemplik, Ryszard Żarowski, Andrzej Stagraczyński, Dariusz Czarny oraz Przemysław Chołody. W listopadzie 2012 roku zespół w nowym składzie: Krzysztof Myszkowski (śpiew, gitara, harmonijka), Bolo Pietraszkiewicz (gitary, instrumenty klawiszowe, cajon), Maciej Harna (oud, rawap, sitar, udu, lira korbowa) i Roman Ziobro (gitara basowa, kontrabas), wyruszył w trasę koncertową po Polsce. W 2013 roku z zespołu odszedł Maciej Harna. Pozostali muzycy Starego Dobrego Małżeństwa: Dariusz Czarny, Ryszard Żarowski, Andrzej Stagraczyński i Wojciech Czemplik utworzyli zespół U Studni.
Równolegle do Starego Dobrego Małżeństwa – Krzysztof Myszkowski, Ryszard Żarowski i Andrzej Stagraczyński – utworzyli grupę The Gruz Brothers Band, na potrzeby projektu związanego przede wszystkim z nową linią muzyczną do tekstów Jana Rybowicza. Od 2005 r. ukazały się dwie płyty „hybrydowej formacji”:
- 2005 – Dymi mi z czachy (Krzysztof Myszkowski & The Gruz Brothers Band);
- 2006 – Biała gorączka Live (2 CD – koncert w Radiu Gdańsk).

W 2019 do zespołu powrócił Wojciech Czemplik (skrzypce).
12 sierpnia 2023 wydano jako 2CD, 2DVD, a także jako UHD Bluray + Bluray album koncertowy Ku Dobru! nagrany w sierpniu 2022 roku w Schronisku Aniołów (Majdan k. Cisnej, teren Bieszczadzkiej Kolejki Leśnej), natomiast 3 listopada ukazał się potrójny album winylowy.
16 sierpnia 2024 podczas koncertu w Schronisku Aniołów miała miejsce premiera albumu z okazji 40-lecia zespołu - "Stachura". Album ten jest zbiorem piosenek i wierszy autorstwa Edwarda Stachury w wykonaniu Starego Dobrego Małżeństwa w nowych aranżacjach.

## Muzycy
| Obecny skład zespołu - Krzysztof Myszkowski – śpiew, harmonijka, gitara - Tomasz Pierzchniak – kontrabas, gitara basowa, stick - Wojciech Czemplik – skrzypce, mandolina, cymbały, piła - Bolesław Pietraszkiewicz – gitary Współpracownicy - Arkadiusz Osenkowski – saksofon - Karol Szymanowski – wibrafon - Stanisław Szczyciński – instrumenty klawiszowe - Jose Torres – instrumenty perkusyjne |  | Byli członkowie zespołu - Andrzej Sidorowicz – gitara, śpiew - Marek Czerniawski – skrzypce - Alina Karolewicz – śpiew - Aleksandra Kiełb-Szawuła – śpiew - Sławomir Plota – gitara, śpiew - Grzegorz Sieradzan – gitara, śpiew - Stefan Błaszczyński – flet - Adam Ziemianin – poeta - Robert Szydło – gitara basowa - Przemysław Chołody – gitara elektryczna, harmonijka - Dariusz Czarny – gitara, śpiew - Andrzej Stagraczyński – gitara basowa - Ryszard Żarowski – gitara, śpiew - Maciej Harna – oud, rawap, lira korbowa, sitar, udu - Roman Ziobro – kontrabas - Maciej Knop – gitara |

## Dyskografia
| 1990                           | Dla wszystkich starczy miejsca - Data: 1990 - Wydawca: Pronit (LP), Dalmafon (CD) - Reedycja 1998 Pomaton | –  |               |
| 1990                           | Makatki - Data: 1990 - Wydawca: Dalmafon - Reedycja 1998 Pomaton                                          | –  |               |
| 1990                           | Sercopisanie - Data: 1990 - Wydawca: Jacek Music                                                          | –  |               |
| 1992                           | Czarny blues o czwartej nad ranem - Data: 1992 - Wydawca: Dalmafon - Reedycja 1998 Pomaton                | –  | - złota płyta |
| 1992                           | Pod wielkim dachem nieba - Data: 1992 - Wydawca: Dalmafon - Reedycja 1998 Pomaton                         | –  |               |
| 1993                           | Niebieska tancbuda - Data: 1993 - Wydawca: Dalmafon - Reedycja 1998 Pomaton                               | –  | - złota płyta |
| 1995                           | Dolina w długich cieniach - Data: 13 lutego 1995 - Wydawca: Dalmafon/Pomaton                              | –  | - złota płyta |
| 1996                           | Latawce pogodnych dni - Data: 30 września 1996 - Wydawca: Pomaton EMI                                     | –  | - złota płyta |
| 1998                           | Miejska strona księżyca - Data: 14 września 1998 - Wydawca: Pomaton EMI                                   | –  |               |
| 2000                           | Bieszczadzkie anioły - Data: 10 lipca 2000 - Wydawca: Pomaton                                             | –  |               |
| 2002                           | Kino objazdowe - Data: 28 września 2002 - Wydawca: Pomaton EMI                                            | 24 | - złota płyta |
| 2004                           | Beretka dla Bejdaka - Data: 16 sierpnia 2004 - Wydawca: Pomaton EMI                                       | 27 |               |
| 2005                           | Missa Pagana - Data: 5 grudnia 2005 - Wydawca: EMI Music Poland                                           | 28 |               |
| 2006                           | Tabletki ze słów - Data: 20 listopada 2006 - Wydawca: EMI Music Poland                                    | 19 |               |
| 2008                           | Jednoczas - Data: 31 marca 2008 - Wydawca: EMI Music Poland                                               | 13 | - złota płyta |
| 2009                           | Odwet pozorów - Data: 21 września 2009 - Wydawca: EMI Music Poland                                        | 16 |               |
| 2011                           | Maszeruj z chamem - Data: 5 września 2011 - Wydawca: SDM/EMI Music Poland                                 | 8  |               |
| 2013                           | Mówi mądrość - Data: 3 września 2013 - Wydawca: EMI/Parlophone Music Poland                               | 24 |               |
| 2015                           | Kompresja ciszy - Data: 13 kwietnia 2015 - Wydawca: SDM/Warner Music Poland                               | 41 |               |
| 2016                           | Memorabilia - Data: 10 października 2016 - Wydawca: SDM                                                   | –  |               |
| 2018                           | Blizny czasu - Data: 8 marca 2018 - Wydawca: SDM                                                          | –  |               |
| 2019                           | Chłopiec z Plakatu - Data: 4 marca 2019 - Wydawca: SDM                                                    | –  |               |
| 2021                           | Uciekinierzy - Data: 1 czerwca 2021 - Wydawca: SDM                                                        | –  |               |
| 2022                           | Schronisko Aniołów - Data: 22 marca 2022 - Wydawca: SDM                                                   | –  |               |
| 2023                           | Bogiem a prawdą - Data: 2 stycznia 2023 - Wydawca: SDM                                                    | –  |               |
| 2024                           | Stachura - Data: 16 sierpnia 2024 - Wydawca: SDM                                                          | –  |               |
| „–” pozycja nie była notowana. | |    |               |

| 2003                           | Złota kolekcja: U studni - Data: 29 marca 2003 - Wydawca: Pomaton EMI             | – |                   |
| 2010                           | Blues nocy bieszczadzkiej - Data: 4 października 2010 - Wydawca: EMI Music Poland | 6 | - platynowa płyta |
| 2012                           | Złota kolekcja: U studni / Zgodliwość - Data: 2012 - Wydawca: EMI Music Poland    | – | - platynowa płyta |
| „–” pozycja nie była notowana. |                                                                                   |   |                   |

| 1992                           | Live in Łowicz - Data: 1992 - Wydawca: Pomaton EMI                   | –  |                   |
| 2000                           | Cudne manowce - Data: 15 stycznia 2000 - Wydawca: Pomaton EMI        | –  | - platynowa płyta |
| 2002                           | Biesy i czady w Chicago - Data: 4 lutego 2002 - Wydawca: Pomaton EMI | –  |                   |
| 2004                           | Bucalala! - Data: 6 marca 2004 - Wydawca: Pomaton EMI                | 25 |                   |
| 2023                           | Ku Dobru! - Data: 12 sierpnia 2023 - Wydawca: Myszka                 | –  |                   |
| „–” pozycja nie była notowana. |                                                                      |    |                   |

| 1996                           | „Rozmowa bez słowa”       | 25 | Latawce pogodnych dni   |
| 1998                           | „Miejska strona księżyca” | 35 | Miejska strona księżyca |
| 1999                           | „U studni”                | 38 | Miejska strona księżyca |
| 2000                           | „Jak”                     | 26 | Cudne manowce           |
| 2000                           | „Bieszczadzkie anioły”    | 29 | Bieszczadzkie anioły    |
| 2007                           | „Zabieszczaduj z nami”    | 20 | Biała gorączka          |
| „–” pozycja nie była notowana. |                           |    |                         |

## Publikacje
| Rok  | Tytuł |
| ---- | --- |
| 2000 | Ola Kiełb, Stare Dobre Małżeństwo, czyli jak to się robi (+CD) – historia zespołu od środka, Dalmafon, ISBN 978-83-908461-5-6 |
| 2004 | Opracowanie zbiorowe, Antologia – śpiewnik zespołu, Dalmafon, ISBN 83-908461-6-0                                              |